# Enrique Casal Chapí
Enrique Casal Chapí (Madrid, 15 de enero de 1909 - ibíd., 10 de octubre de 1977) fue un compositor y director de orquesta español, nieto por línea materna del también compositor, Ruperto Chapí e hijo del periodista y escritor, Enrique Casal.

## Biografía
Desde bien joven, su inclinación por la música lo llevó a tocar el piano en cines y cafés madrileños. Abandonó esta actividad cuando inició los estudios de piano con Emilia Quintero en el Real Conservatorio Superior de Música y armonía y composición con Conrado del Campo (1928-1936). En estos años de formación siguió activo con el cuarteto vocal masculino Castilla, que recorría España difundiendo la música renacentista y el folklore castellano bajo el paraguas del Instituto Escuela. En 1933, el escenógrafo y dramaturgo Cipriano Rivas Cherif le invitó a incorporarse al proyecto del Teatro Escuela de Arte (TEA), del que fue su director musical. A esta época corresponden sus piezas ilustrativas para las obras de Lope de Vega, dentro de las celebraciones del tricentenario de la muerte del autor, como El caballero de Olmedo, El villano en su rincón y La dama boba (con Margarita Xirgú), versionadas por Federico García Lorca y representadas en la Residencia de Estudiantes; también compuso la música para la interpretación de Gas, del vanguardista dramaturgo alemán, Georg Kaiser.
Poco antes de iniciarse la guerra, terminó sus estudios con premio extraordinario en composición por su obra Preludio y Rondó. Desatado el conflicto en un Madrid que quedaba en primera línea de frente, Casal Chapí, hombre de convicciones republicanas, recorrió los frentes, ofreció conciertos y dio charlas divulgativas sobre música en centros de reclutamiento, hospitales de campaña y cuarteles. No dejó en este tiempo la composición y editó en Barcelona obras ya preparadas basadas en el teatro de Lope: Soneto, Romancillo, Tres cantares de Lope de Vega: Serrana, Cantar de siega y Villancico.
Perdida la guerra por los republicanos, se exilió primero en Francia, para dirigirse posteriormente a la República Dominicana. Allí fundó la Orquesta Sinfónica Nacional. A este tiempo en el Caribe se corresponde una fecunda producción: Cinco canciones de Lope de Vega, para voz y orquesta, Suite para una ceremonia solemne —estrenada en la catedral de Santo Domingo en 1943— y la música para el drama de Molière, El burgués gentilhombre. En el periplo del exilio se estableció a continuación en Uruguay, donde ocupó la cátedra de composición en el Conservatorio Nacional de Música, además de dirigir la Orquesta Sinfónica de la Radio Nacional; allí también pudo estrenar El caballero de Olmedo en un auditorio público. De Uruguay pasó a Argentina y Puerto Rico, para regresar ya enfermo en los años 1960 a España, a su ciudad natal, donde vivió de forma modesta dando clases particulares. Sus obras y actividad pedagógica en América, influyeron de manera notable en Ricardo Storm, Raúl Sánchez, José Dolores Cerón, León Biriotti, Luis Santiago Pasquet o Manuel Simó.

## Obras
Casal Chapí tuvo una larga trayectoria como compositor. La mayoría de los originales de sus partituras se conservan depositados en el Real Conservatorio de Música en Madrid, más de dos mil partituras entre óperas y zarzuelas. La Biblioteca Nacional de España conserva unas pocas obras adquiridas en 1988 del fondo de su libretista, José Franco Pumarega, y pertenecen todas al período de la guerra. Además de las obras citadas anteriormente, destacan:
- Canción madrigalesca para El acero de Madrid, obra de Lope de Vega adaptada por Rivas Sherif.[4]
- Capricho quasi sonata.
- Las aguas del Manzanares o Contra un mal querer (sainete).
- Las mujeres pendencieras o Con mal genio no hay amor (sainete).
- Final para una sinfonía imaginaria (para orquesta).
- Fantasía sinfónica (para orquesta).
- La decantada vida del general Mambrú (para orquesta).